# XM17模組化手槍系統競爭

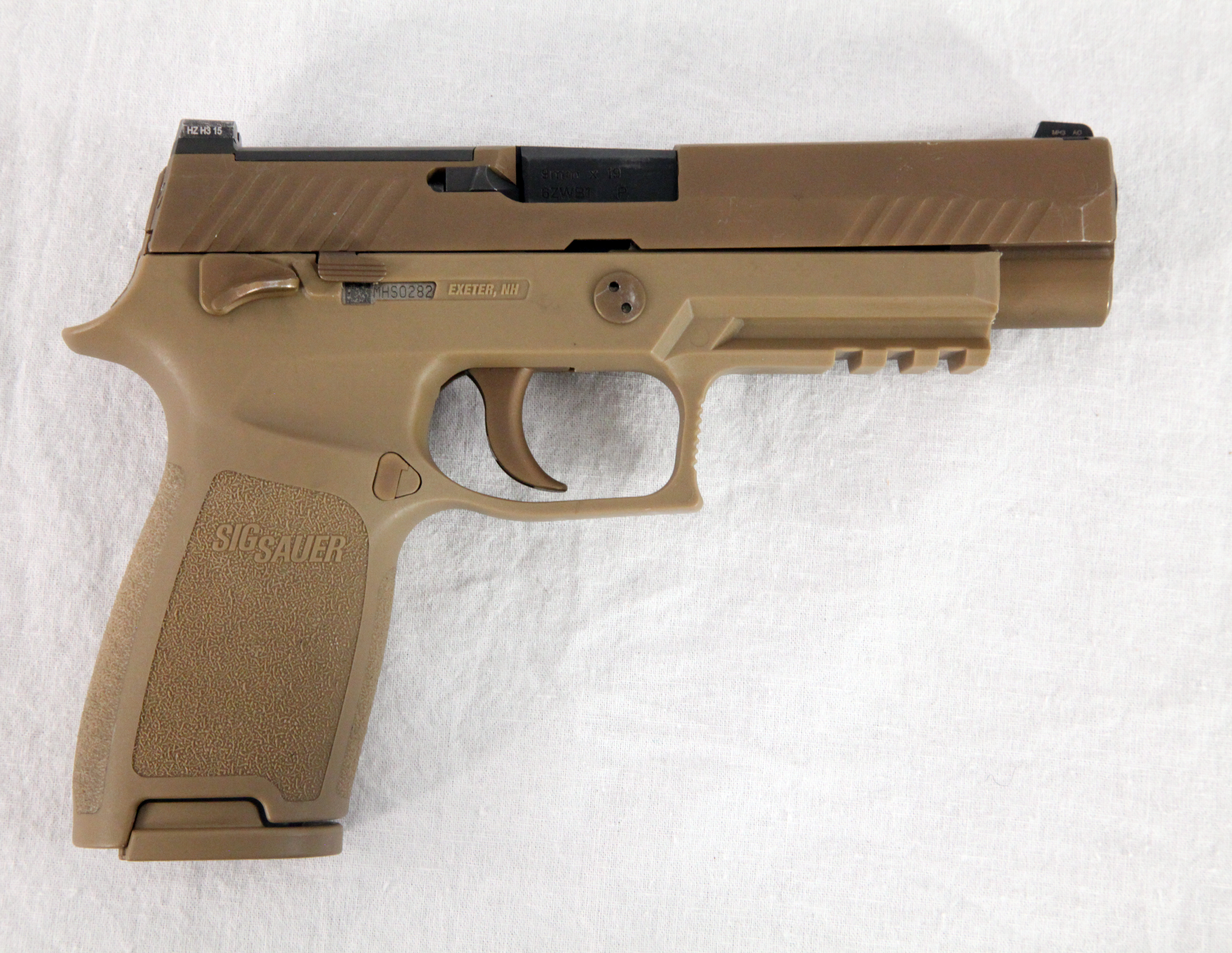
XM17-XM18模組化手槍

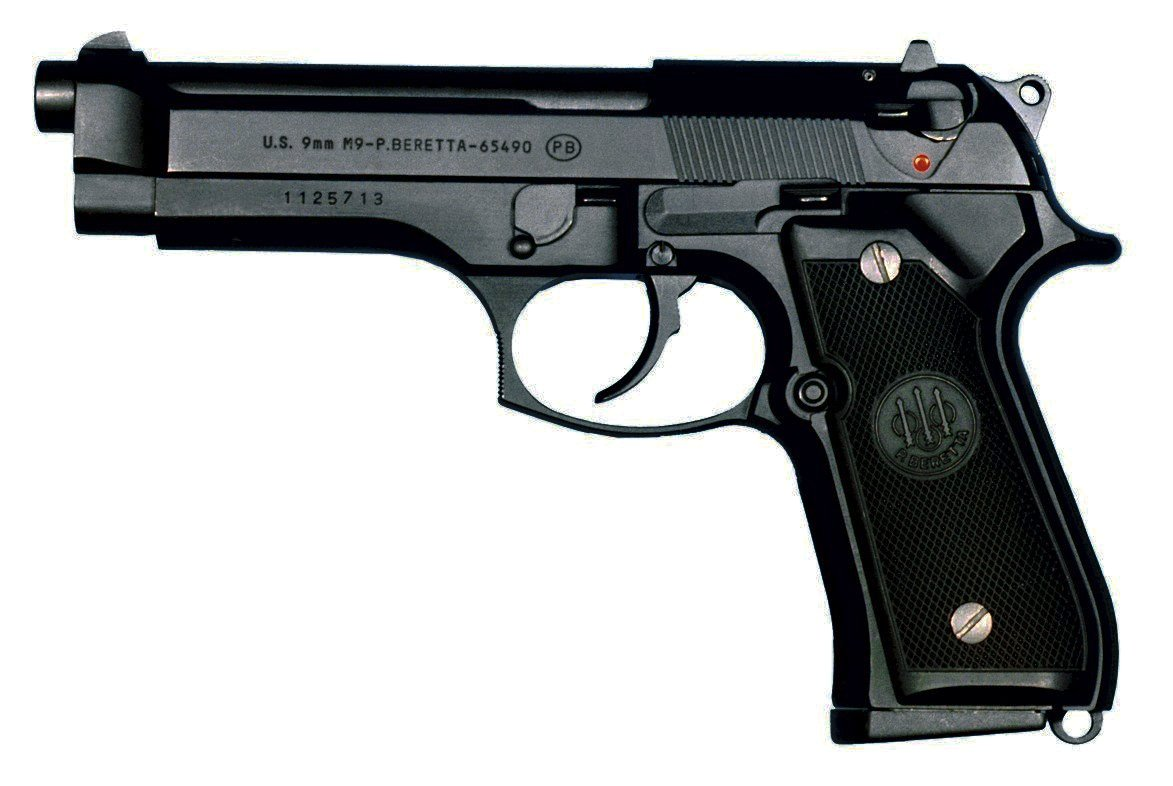
將被替換的現役貝瑞塔M9手槍

XM17模組化手槍系統競爭（英語：Modular Handgun System，MHS）是美國陸軍和美國空軍尋找新型制式手槍的標案。模組化手槍系統於2015年9月徵求建議書，並將成為下一代美軍制式手槍，取代貝瑞塔M9手槍和SIG P228半自動手槍。美國海軍陸戰隊也參與了本計劃，並對源頭選擇提出了意見，但在現有手槍生命周期於2020年代中期結束之前，可能不會訂購所採用的武器。  
本競賽於2011年首次公佈，但多次延誤令截標日推遲至2016年2月。西格&紹爾提交的手槍於2017年1月19日宣佈獲勝，並計劃於年末前開始配發。
P320的XM17和XM18衍生型分別獲選為標準型及緊湊型。在投入使用后，兩款手槍分別改稱為M17和M18。它們皆可進行改裝以使用抑制器。即便獲選的為9×19公釐魯格彈，它們也可以改裝成其他口徑，如.357 SIG和.40 S＆W。全數手槍計劃在10年内交付。

## 起因

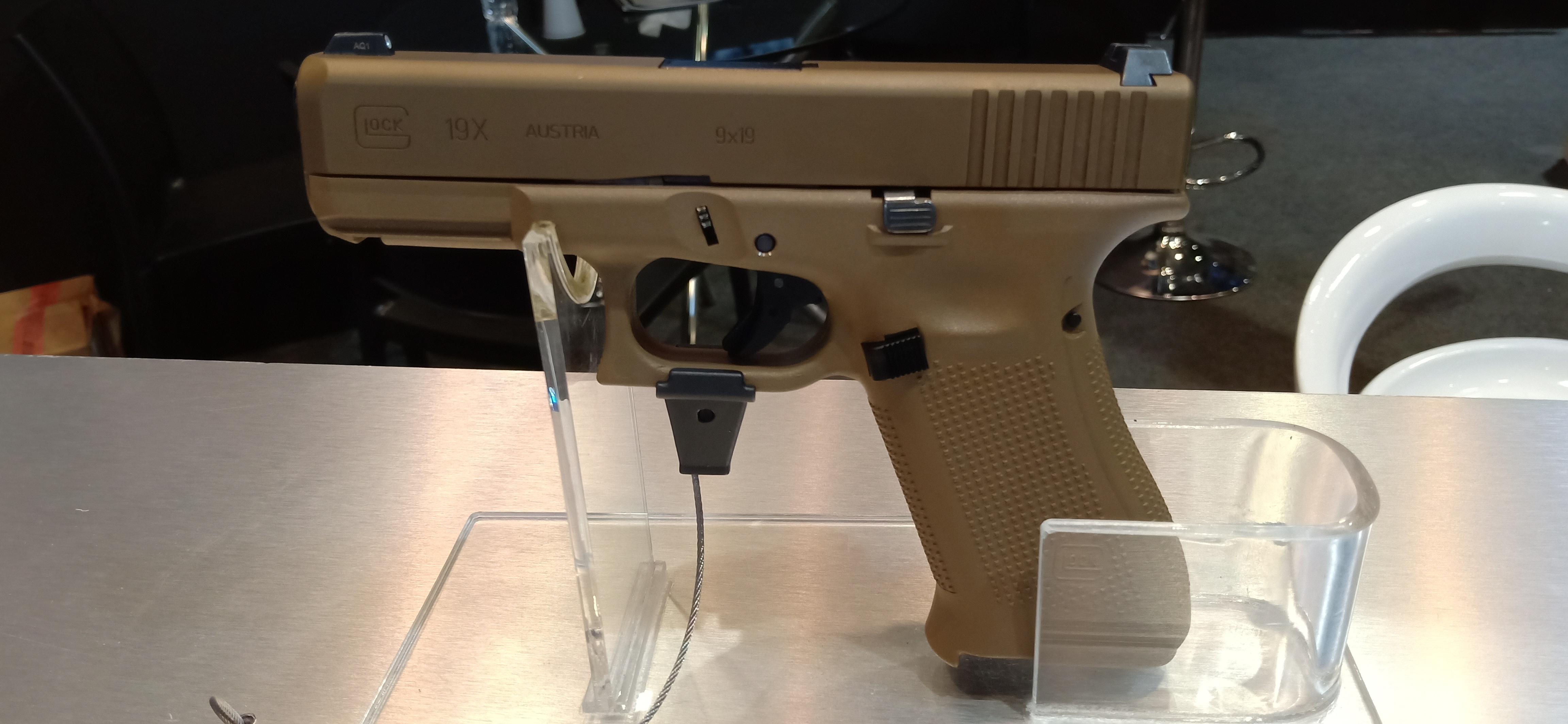
格洛克提交的格洛克19 MHS，類似於圖中的格洛克19X

本計劃的主要緣由跟以前用貝瑞塔M9手槍替換M1911手槍的原因相同：手槍的使用壽命已盡，且已磨損。所有槍械皆有有限的生命周期。儘管可以更換槍管、握把、彈簧等零件，但不包括底把，且最終會變得無法修理。自1980年代末開始服役的M9已接近這一極限。服役中一些手槍已出現末期磨損的跡象，陸軍决定採用新手槍，而非新造M9來解决問題。特種部隊更常使用手槍，其M9亦更快達到使用壽命，而常規部隊的M9亦因使用年期而達到了使用壽命。特種部隊選擇了其他武器，例如P226和P228 （ 海豹部隊 ），格洛克19（ 游騎兵 ）或M1911的現代化版本（ 三角洲部隊 ， 武裝偵察部隊 ）。常規士兵對於M9的配置存有問題，包括沒有附件導軌或抑制器、握把不舒適、扳機過重、保險放置不當以及開放式滑套可讓塵土進入並導致故障。 

## 需求
美國陸軍最初要求MHS要比M9手槍更有效，準確和可靠。MHS要求一款模組化非特定口徑的武器，以適配不同的火控組，握把和備用彈匣。該武器需適合各種手型，並能使用皮卡汀尼導軌安裝輔助瞄準工具。新武器需使用不反光的中性色使其更難被發現，並能安裝抑制器使用。 
2013年1月，陸軍發佈了系統資訊需求書，以評估可用的手槍技術和美國輕兵器產業對於模組化手槍系統的生產能力。該公告旨在尋求有關「在所有環境中射程至50公尺的精度和擴散、終端性能、模組化、可靠性和耐用性方面的潛在改進」的資訊。手槍於其使用壽命內應有不少於90％的機會持續擊中50公尺外的4英吋圓形。能有效减少後坐力並控制子彈分佈的人體工學設計。包括但不限於與戰術槍燈、雷射與抑制器等配件的兼容性。需要完全可雙邊操作，並且對可由女性射手使用的人體工學設計有興趣。 
系統並未註明口徑，但其殺傷力將以於50公尺外射擊14英吋彈道明膠的結果與M882 9mm彈作比較。而可以承受比SAMMI標準高20％以上的高膛壓而不會影響可靠性的手槍將特别受關注。 系統資訊需求書要求手槍至少平均每2,000發才發生卡彈，每10,000發才發生故障，並要求35,000發使用壽命。同時要求製造商提供最低和最高月產量的生產能力估計，以及達到這些速度的交貨時間。同時要求為250,000至550,000支手槍作估價。 

## 發展歷程
對新手槍的需求源於空軍于2008年發起的MHS計劃。它已獲得聯合需求監督委員會（英語：Joint Requirements Oversight Council，JROC）的驗證。MHS計劃旨在2011-2012財政年度（FY）選擇現成商用手槍。測試預計在2013財年完成，並在2014財年進行類型分類。  
新手槍的測試和評估預計於2014年初開始。新手槍亦將由更多士兵，如班長和组長攜帶。一項為期三年的測試和評估將確定現成商用手槍能否取代所有239,000把M9以及可隱蔽攜帶的M11。本計劃與空軍合作進行。美國眾議院軍事委員會則正在推動M9升級計劃，而非新計劃。項目官員認為購買新手槍比改進和維護M9更便宜，同時可提供優於M9的性能。為期三年的工程，製造和開發（EMD）階段將測試手槍的各項功能，包括準確度，彈著點分散度，相容性及耐腐蝕性。手槍將在極端天氣和極端戰鬥條件下進行測試。預計於2014年1月發佈征求建議書（英語：Request for Proposals，RFP）。而陸軍計劃購買265,000把新手槍。  
陸軍於2014年7月29日舉行了MHS工業日。本計劃旨在替換整個手槍系統，包括槍、彈藥、槍套和其他部件。 由於在伊拉克和阿富汗等戰區對9公釐北約彈的評價不佳，因此本計劃為開放口徑，以評估.40 S＆W和.45 ACP等更大口徑的彈藥，或.357 SIG或FN 5.7×28毫米等更強的彈藥。儘管目的是為了更佳的末端彈道，但採用更大的子彈亦有其弊端。 
聯邦調查局和部分警察已經撤回先前將9公釐替換成.40 S＆W的決定，因為較重的子彈和更大的後座力對手槍造成了過度磨損和底把損壞。執法人員發現即使是稍大一點的手槍彈仍然不足以一槍擊斃犯人，而較小的子彈則可以快速地重覆射擊同一位置。貝瑞塔已經提交了M9系統的改進型，如美國海軍陸戰隊在2006年接收的M9A1，但是美國陸軍堅持M9不符合其MHS要求。  
MHS競爭計劃於2015年1月啟動，同時發佈最終徵集。最終將訂購約280,000把標準型，以及7,000把緊湊型手槍，並於2017年開始交付。參與計劃的其他軍事部門可以額外訂購212,000套MHS。先前舉辦的工業日讓感興趣的公司提出了陸軍可以改善計劃和程序的方式和想法，其中一些亦被採納於計劃內。550多名軍事人員將在模擬戰情景中進行試射，以提供有關每個候選系統的性能反饋。  
2014年12月，貝瑞塔發佈了M9A3，一把通過工程變更提案（英語：Engineering Change Proposal，ECP）並根據現有M9合同條款提交的改進型。新型號為現有M9A1的改良版，具有更薄的握把，MIL-STD-1913導軌，可拆除的氚準星與照門，加上螺紋的槍管和防沙的17發彈匣，外觀採用不反光泥色。 貝瑞塔聲稱與標準M9相比，M9A3可以節省成本，並幾乎滿足所有MHS手槍的需求。不久，陸軍决定不對M9A3進行評估，改為支持MHS計劃推行，並且不會詢問任何有關M9A3的問題或要求提供樣品。陸軍武器官員堅持M9的設計不符合要求，而成本效益分析肯定購買新手槍比M9的更換和維修成本更低。貝瑞塔聲稱M9A3升級解決了多數問題，並能以比M9更低的售價發售；並提出了一種雙路徑策略，即同時評估商用選項及現有改進計劃。 

### 征求建議書（RFP）
陸軍將MHS RFP推遲到2015年1月之後，「以便根據業界意見改進RFP」；XM17的第二征求意見稿是在國防部决定允許使用特別用途彈藥後於2015年6月8日發佈的。計劃在2017年前進行三種版本的測試，並於2018年開始全速生產，為陸軍提供280,000把標準型M17（取代M9），為其他軍種提供212,000把手槍，以及為士兵提供7,000把緊湊型M18（取代M11 ）。與超過一世紀的慣例背道而馳，五角大樓的法律審查允許美國陸軍考慮在XM17使用如中空彈等擴張性彈藥。美國雖然不是禁止使用擴張性彈藥的《海牙公約》簽署國，但美國基本遵守了該協議，但仍保留了「在需要時使用」的權利，例如犯罪調查司令部，憲兵和特種部隊。陸軍聲稱，擴大使用到常規部隊可支持「減低附帶損害」的國際法原則，因為擴張性彈頭會將大部分能量轉移到目標物中，通常不會穿透身體，而且自公約簽署以來，法律標準在非對稱作戰時代已經發生變化。關於M9的一些批評涉及其9公釐全金屬披甲彈沒有足夠的制止力，因此改用擴張性彈藥的可在不更改口徑的情況下增加殺傷力。 
陸軍合同司令部於2015年8月28日發佈了官方的MHS RFP。XM17合同總值可達5.8億美元。競賽為開放口徑，投標者可使用更大的口徑；標案並未具體提及使用擴張性子彈，同時亦未禁止。如果製造商提交的口徑不同，則可以提交兩種手槍/彈藥組合。有意投標的供應商必須於2016年1月下旬前提交標書，即RFP原定發佈的一年後。

### 競爭者
十二把手槍參加了競賽： 
- ：貝瑞塔沒有提交經改進的M9A3，而是以新的APX擊針平移式手槍投標[23]。
- ：CZ P-07 MHS和P-09 MHS，分別使用9公釐北約彈和.40 S＆W 。
- ：FN Herstal提交了基於FN FNS的聚合物底把擊針平移式手槍，並以此發展了FN 509戰術型[24][25][26]。
- ：格洛克提交了使用9公釐的格洛克17 MHS和19 MHS，以及使用.40 S＆W的格洛克22 MHS和23 MHS。
- ：KRISS USA提交了使用9公釐的Sphinx SDP的改進型[27][28]。
- ：SIG Sauer提交了的P320改進型P320 MHS。
- ：史密斯&威森與通用動力軍械和戰術系統合作提交了M＆P M2.0[29]。
- ：STI和Detonics防務提交了STX[30]。

斯特姆–儒格根據MHS的規格設計了儒格美國人手槍系列，但最終並未正式提交任何衍生型供考慮。 
計劃預計於2016年8月選出三種系統，並進入為期9個月的生產驗證測試（英語：Production Verification Test，PVT）程序。在PVT完成後，首選的投標者將啟動低速的初始生產並交付部隊。

### MHS合同授予SIG Sauer
《陸軍時報》在2017年1月19日報導，新手槍合同已於2017年1月18日授予SIG Sauer Inc.。 
2017年SHOT Show的一些消息以及SIG Sauer均表示，P320已被選為全尺寸M17和緊湊型M18，總值5億8021.7萬美元的合同的勝出者。獲選的為9毫米版本的手槍，合同亦允許政府購買XM1152全金屬披甲彈（FMJ）、XM1153特別用途彈（SP）和訓練彈。 
陸軍的一份新聞稿指「陸軍認為，就其性能、供應商建議的條款以及價格而言，這款MHS（全尺寸手槍，緊湊型手槍，彈藥和輔助部件）的價值是最佳的。」

### 服役

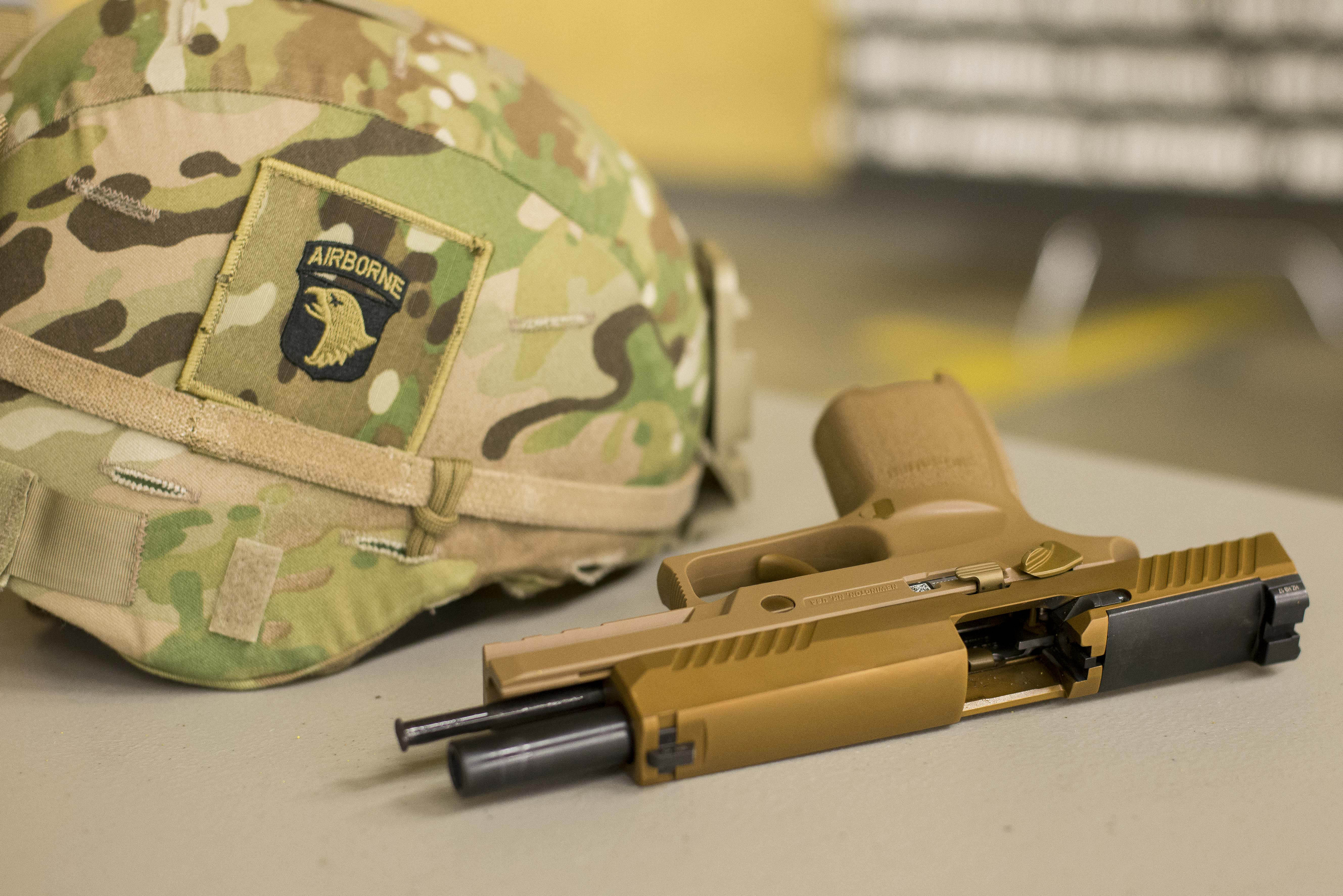
第101空降師的M17

2017年11月27日， 第101空降師獲得了首批M17手槍及其附屬裝備。 

### 服役後測試
2018年1月，操作測試及評估總監發佈了有關XM17測試的報告，其中強調了一些缺陷。值得注意的是該武器最初在掉落測試中表現不佳，掉落時會意外擊發，此問題已通過改用較輕的扳機組件而得以解决。此外，該武器使用全金屬披甲彈時表現較差，發生雙退彈（空彈殼及下一發未擊發子彈同時被退出）及卡彈，對本問題的分析仍在進行中。除了與先前的問題有關的平均卡彈率，該武器在其他領域表現良好。 

### 手槍瞄準燈
由於部分士兵在使用手槍時有使用照明具的需要，因此美國陸軍需求白光燈／紅外光燈／紅外光瞄準指向的PAiL（Pistol Aiming Light，手槍瞄準燈）燈具。陸軍要求PAiL底部不可超過扳機護弓的高度、長度不可超過M17的槍管、闊度不可大於1.5英吋，且電池可讓燈具運作1.5小時。LaserMax Defense及Streamlight皆提交了燈具供測試。最終選擇了僅有2.6盎司重的LaserMax Defense手槍增強器（英語：Pistol Enhancer）。

### 模組化手槍槍套
五角大樓在2018年7月30日宣佈分銷商Atlantic Diving Supply將向美軍提供模組化手槍槍套（英語：Modular Handgun Holster，MHH）。MHH將由Safariland生產，為其7TS槍套系列中的三級鎖定槍套連多種安裝配件，另外亦會採購M18用的隱蔽攜槍槍套。當美國陸軍決定採用的武器燈後，MHH的生產商亦要生產可容納裝上武器燈的手槍的槍套。班寧堡的小型武器副手Daryl Easlick指希望採用無論手槍是否裝上武器燈皆可鎖定手槍的槍套。最終決定採用PAiL後亦公佈採用Safariland為M17／PAiL生產的槍套。

## 法律訴訟
2017年2月24日，格洛克向美國政府問責署提出了關於授予合同的抗議，問責署於2017年6月5日拒絕了其抗議。 
此外，奥地利斯泰爾在美國地方法院對SIG Sauer提出訴訟，指控其在阿拉巴馬州北部地區侵犯了Steyr M手槍的專利權。 